# Titti Maartmann
Titti Astri Maartmann, nata Norderhaug (27 settembre 1920 – Oslo, 18 settembre 2018) è stata una slittinista norvegese.

## Biografia
Gareggiò per la nazionale norvegese, prendendo parte a competizioni sia nel singolo che nel doppio.
Ottenne il suo più importante risultato conquistando, non ancora diciassettenne, la medaglia d'oro ai campionati europei di Oslo 1937 nel singolo donne; in quella stessa edizione partecipò anche nel doppio, classificandosi quinta in coppia con Olav Basberg. A tutt'oggi è l'unica atleta norvegese ad aver mai conquistato un titolo continentale nello slittino.

## Palmarès

### Europei
- 1 medaglia:
  - 1 oro (singolo a Oslo 1937).